# Time to Destination
Albums de Every Little Thing
Everlasting
(9 avril 1997) Eternity
(15 mars 2000)
Remix par Every Little Thing
The Remixes
(17 sept. 1997) The Remixes II
(18 nov. 1998)
Compilations par Every Little Thing
Every Best Single
(31 mars 1999)
Singles
1. For the Moment
Sortie : 4 juin 1997
2. Deatta Koro no Yō ni
Sortie : 6 août 1997
3. Shapes of Love (...)
Sortie : 22 octobre 1997
4. Face the Change
Sortie : 7 janvier 1998
5. Time Goes By
Sortie : 11 février 1998

Time to Destination est le deuxième album original du groupe Every Little Thing.

## Présentation
L'album, produit par Mitsuru Igarashi, sort le 15 avril 1998 au Japon sur le label  Avex Trax, un an après le précédent album du groupe, Everlasting (entre-temps est paru un album de remix de ses titres, The Remixes). Il atteint la première place du classement des ventes de l'Oricon, et reste classé pendant cinquante semaines. Il se vend à plus de trois millions et demi d'exemplaires, devenant l'un des albums les plus vendus de l'histoire au Japon, et demeure l'album le plus vendu du groupe.
Il contient dix chansons, écrites (sauf une écrite par la chanteuse Kaori Mochida), composées et arrangées par Mitsuru Igarashi, plus un interlude musical. Cinq des chansons étaient déjà parues sur les singles sortis après le précédent album : For the Moment,  Deatta Koro no Yō ni et Shapes of Love (...) l'année précédente, et Face the Change et Time Goes By en début d'année ; ces deux dernières chansons ont cependant été réarrangées pour l'album.

## Liste des titres
Toutes les chansons sont écrites et composées par Mitsuru Igarashi, sauf n°6 écrite par Kaori Mochida ; les arrangements sont de Mitsuru Igarashi.
| CD    | CD                                                                | CD    | CD | CD | CD | CD | CD | CD | CD |
| No    | Titre                                                             | Durée |    |    |    |    |    |    |    |
| ----- | ----------------------------------------------------------------- | ----- | -- | -- | -- | -- | -- | -- | -- |
| 1.    | For the Moment (For the moment) (4e single)                       | 4:47  |    |    |    |    |    |    |    |
| 2.    | Ima Demo... Anata ga Suki Dakara (今でも・・・あなたが好きだから) | 4:50  |    |    |    |    |    |    |    |
| 3.    | Face the Change (Album Mix) (Face the change...) (7e single)      | 4:23  |    |    |    |    |    |    |    |
| 4.    | Old Dreams (Instrumental)                                         | 0:24  |    |    |    |    |    |    |    |
| 5.    | Monochrome (モノクローム)                                         | 3:56  |    |    |    |    |    |    |    |
| 6.    | All Along (All along)                                             | 4:34  |    |    |    |    |    |    |    |
| 7.    | Hometown                                                          | 4:31  |    |    |    |    |    |    |    |
| 8.    | Deatta Koro no Yō ni (出逢った頃のように) (5e single)             | 4:23  |    |    |    |    |    |    |    |
| 9.    | Shapes of Love (Shapes Of Love) (6e single)                       | 4:56  |    |    |    |    |    |    |    |
| 10.   | True Colors (True colors)                                         | 4:45  |    |    |    |    |    |    |    |
| 11.   | Time Goes By (Orchestra Version) (Time goes by ...) (8e single)   | 5:12  |    |    |    |    |    |    |    |
| 46:14 |                                                                   |       |    |    |    |    |    |    |    |